# Rudolf Warnholtz

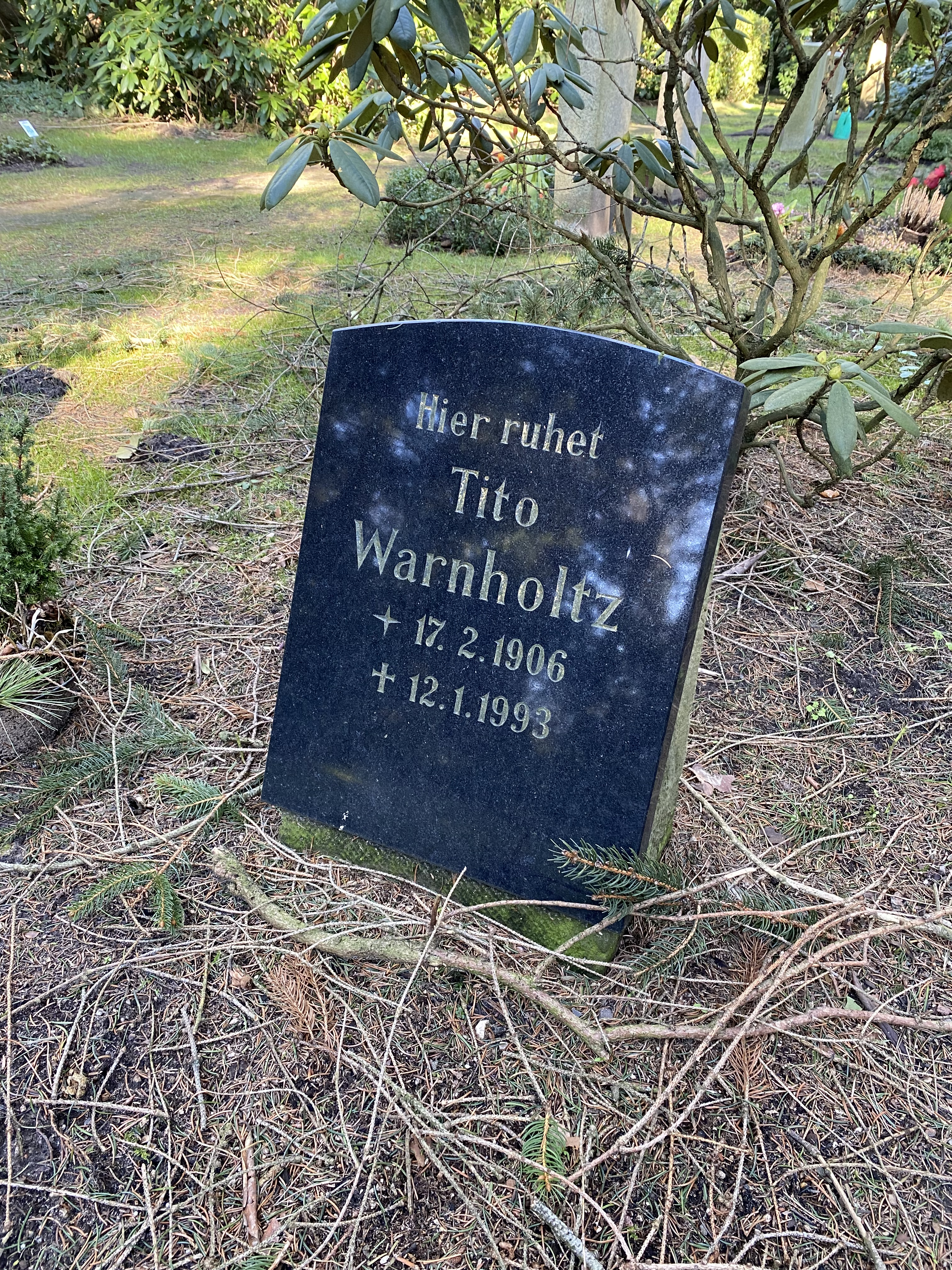
Grabstätte auf dem Friedhof Ohlsdorf

Rudolf „Tito“ Warnholtz (* 17. Februar 1906 in Hamburg; † 12. Januar 1993 ebenda) war ein deutscher Hockeyspieler.
Rudolf Warnholtz spielte für den Harvestehuder THC. Er debütierte 1934 in der deutschen Hockeynationalmannschaft. Bei den Olympischen Spielen 1936 in Berlin kam der Torhüter nur im Spiel gegen Afghanistan zum Einsatz, während in den anderen Spielen Karl Dröse im deutschen Tor stand. Die deutsche Mannschaft verlor erst im Endspiel gegen die damals als unschlagbar geltende indische Hockeymannschaft und gewann die Silbermedaille. Insgesamt wirkte Rudolf Warnholtz von 1934 bis 1936 in zehn Länderspielen mit.
Rudolf Warnholtz wurde in der Familiengrabstätte auf dem Friedhof Ohlsdorf im Planquadrat X 25 nordöstlich vom Lippertplatz beigesetzt.